# Cornelius Grupp
Cornelius Alexander Grupp (* 3. Dezember 1947) ist ein deutsch-österreichischer Unternehmer.

## Leben
Grupp studierte Rechtswissenschaften an den Universitäten Tübingen, München und Innsbruck. 1975 wurde er mit der Arbeit Die parlamentarische Kontrolle der auswärtigen Gewalt in Form von Entschließungen zum Dr. iur. promoviert. 1977 erwarb er zusätzlich den MBA am INSEAD in Fontainebleau.
Grupp ist Alleingesellschafter der CAG Holding, diese umfasst u. a. den Verpackungsmittelhersteller Tubex, PREFA Aluminiumprodukte und den Glashersteller Stölzle-Oberglas. Zur CAG Holding gehörte auch die 2009 aufgelöste Glanzstoff Austria GmbH. Insgesamt umfasst die Unternehmensgruppe über 40 Produktionsstandorte und circa 5000 Mitarbeiter.
Des Weiteren ist er seit 1999 Mitglied des Aufsichtsrats der österreichischen Privatbank Schoellerbank AG und seit 2011 des Board of Directors des Schweizer Warenprüfkonzerns SGS SA.
1999 wurde er als Nachfolger seines Vaters Alexander Grupp zum Honorarkonsul der Republik Österreich mit Sitz in Stuttgart und Zuständigkeit für das Land Baden-Württemberg und den Regierungsbezirk Schwaben des Freistaats Bayern ernannt. 2012 erhielt er die Beförderung zum Honorargeneralkonsul.
Cornelius Grupp hat mit seiner Ehefrau Leopoldine – einer Nachfahrin Hugo von Maffeis – drei Söhne: Cornelius jun. (* 1985), August (* 1988) und Leopold (* 1990). Seit 1967 ist er Mitglied der katholischen Studentenverbindung AV Guestfalia Tübingen. Er ist Präsident der Deutsch-Österreichischen Gesellschaft zur Förderung von Wissenschaft und Kunst e.V. Des Weiteren spielt er Polo und ist im Vorstand des Bavaria Polo Clubs. Seit 1999 hat er neben der deutschen auch die österreichische Staatsbürgerschaft.
Er ist ein Cousin des Trigema-Inhabers Wolfgang Grupp.